# Wikipedija na japanskom jeziku
Japanska Wikipedija (japanski: katakanaウィキペディア, kanđi: 日本語版, čitaj: Wikipedia Nihongo-ban) je inačica Wikipedije na japanskom. Započeta je rujna 2002. godine. 
Dvjesta tisuća članaka dosegla je travnja 2006. godine, 500.000 članaka lipnja 2008. godine. 
Sada ima 1 456 632 članka, 12 932 aktivna suradnika,  40 administratora i ukupno 104 067 488 uređivanja.

## Povijest
Ožujka 2001. stvorene su tri neengleske inačice Wikipedije: njemačka, katalonska i japanska. Izvorna adresa japanske Wikipedije bila je http://nihongo.wikipedia.com a sve stranice bile su napisane na latinici odnosno romajiju, jer ondašnji softver nije radio s japanskim znakovima. Glavna stranica je bila primjerom ranog pokušaja stvaranja okomitog teksta.
Prvi članak zvao se "Nihongo no Funimekusu". Do prosinca te iste godine, postojala su samo dva članka.

## Vanjske poveznice
- Japanska Wikipedija